# 瑟帕塔鄉
44°43′N 24°45′E / 44.717°N 24.750°E
瑟帕塔鄉（羅馬尼亞語：Comuna Săpata, Argeș），是羅馬尼亞的鄉份，位於該國中南部，由阿爾傑什縣負責管轄，面積47平方公里，海拔高度252米，2007年人口1,902，人口密度每平方公里40人。